# Mill Village, Pennsylvania
Mill Village là một thị trấn thuộc quận Erie, tiểu bang Pennsylvania, Hoa Kỳ. Năm 2010, dân số của thị trấn này là 412 người.